# Spring Valley Village
Spring Valley Village – miasto w Stanach Zjednoczonych, w stanie Teksas, w hrabstwie Harris.